# Покров (Дњепропетровска област)
Покров (укр. Покров), до 2015. Орџоникидзе, град је Украјини у Дњипропетровској области. Према процени из 2012. у граду је живело 41.645 становника.

## Становништво
Према процени, у граду је 2012. живело 41.645 становника.
| 1979.  | 1989.  | 2001.  | 2012.  |
| ------ | ------ | ------ | ------ |
| 39.037 | 45.806 | 44.834 | 41.645 |